# Jean Vallat

Jean Vallat (ca. 1980)

Jean Vallat (* 26. Oktober 1924 in Genf; † 12. Juli 2009 in Martigny-Combe; heimatberechtigt in Bure) war ein Schweizer Agrarökonom und Hochschullehrer.

## Leben
Jean Vallat war Sohn des Bankangestellten Joseph Antoine und der Emma Frieda, geborene Krous. Von 1943 bis 1948 studierte er an der ETH Zürich und erlangte das Diplom als Ingenieur-Agronom (Dipl. Ing.-Agr.). 1952 heiratete er Hélène Anna Ayer, Tochter von Pierre Aloys Ayer.
Von 1962 bis 1966 war Vallat wissenschaftlicher Mitarbeiter bei der Union des Coopératives Agricoles Romandes und Direktor des Service Romand de Vulgarisation Agricole. An der ETH Zürich war er von 1967 bis 1990 Professor für Landwirtschaftliche Betriebslehre und Leiter des Instituts für Agrarwirtschaft. Vallat interessierte sich für eine interdisziplinäre, auf Autonomie und Hilfe zur Selbsthilfe bedachte Landwirtschaft und förderte die Nähe der Agrarwissenschaft zur ländlichen Kultur und Wirtschaft, die gemeinschaftliche Arbeit und den Austausch zwischen Wissenschaft, Beratung und landwirtschaftlicher Praxis.
Vallats Nachlass befindet sich im Archiv für Agrargeschichte in Bern.

## Werke
- Methoden der Betriebslehre. 1991.